# Saint-Just-d'Avray
Saint-Just-d'Avray és un municipi francès situat al departament del Roine i a la regió d'Alvèrnia-Roine-Alps. L'any 2007 tenia 713 habitants.

## Demografia

### Població
El 2007 la població de fet de Saint-Just-d'Avray era de 713 persones. Hi havia 293 famílies de les quals 70 eren unipersonals (25 homes vivint sols i 45 dones vivint soles), 107 parelles sense fills, 95 parelles amb fills i 21 famílies monoparentals amb fills.
La població ha evolucionat segons el següent gràfic:
Habitants censats

### Habitatges
El 2007 hi havia 429 habitatges, 293 eren l'habitatge principal de la família, 103 eren segones residències i 33 estaven desocupats. 397 eren cases i 32 eren apartaments. Dels 293 habitatges principals, 224 estaven ocupats pels seus propietaris, 63 estaven llogats i ocupats pels llogaters i 6 estaven cedits a títol gratuït; 1 tenia una cambra, 16 en tenien dues, 55 en tenien tres, 73 en tenien quatre i 147 en tenien cinc o més. 200 habitatges disposaven pel capbaix d'una plaça de pàrquing. A 136 habitatges hi havia un automòbil i a 130 n'hi havia dos o més.

### Piràmide de població
La piràmide de població per edats i sexe el 2009 era:
| Homes | Edats   | Dones |
| ----- | ------- | ----- |
| 0     | 95 o +  | 0     |
| 0     | 90 a 94 | 4     |
| 4     | 85 a 89 | 0     |
| 0     | 80 a 84 | 16    |
| 4     | 75 a 79 | 20    |
| 12    | 70 a 74 | 24    |
| 20    | 65 a 69 | 20    |
| 24    | 60 a 64 | 12    |
| 12    | 55 a 59 | 32    |
| 24    | 50 a 54 | 16    |
| 16    | 45 a 49 | 8     |
| 16    | 40 a 44 | 12    |
| 28    | 35 a 39 | 36    |
| 36    | 30 a 34 | 24    |
| 24    | 25 a 29 | 16    |
| 12    | 20 a 24 | 8     |
| 8     | 15 a 19 | 16    |
| 12    | 10 a 14 | 12    |
| 20    | 5 a 9   | 40    |
| 32    | 0 a 4   | 32    |

## Economia
El 2007 la població en edat de treballar era de 423 persones, 297 eren actives i 126 eren inactives. De les 297 persones actives 277 estaven ocupades (157 homes i 120 dones) i 20 estaven aturades (8 homes i 12 dones). De les 126 persones inactives 59 estaven jubilades, 25 estaven estudiant i 42 estaven classificades com a «altres inactius».

### Ingressos
El 2009 a Saint-Just-d'Avray hi havia 309 unitats fiscals que integraven 761 persones, la mediana anual d'ingressos fiscals per persona era de 16.928 €.

### Activitats econòmiques
Dels 29 establiments que hi havia el 2007, 1 era d'una empresa alimentària, 1 d'una empresa de fabricació de material elèctric, 4 d'empreses de fabricació d'altres productes industrials, 7 d'empreses de construcció, 6 d'empreses de comerç i reparació d'automòbils, 3 d'empreses de transport, 1 d'una empresa d'hostatgeria i restauració, 1 d'una empresa immobiliària, 2 d'empreses de serveis, 1 d'una entitat de l'administració pública i 2 d'empreses classificades com a «altres activitats de serveis».
Dels 9 establiments de servei als particulars que hi havia el 2009, 1 era una oficina de correu, 1 paleta, 2 guixaires pintors, 1 fusteria, 1 lampisteria, 1 electricista, 1 perruqueria i 1 restaurant.
Dels 5 establiments comercials que hi havia el 2009, 1 era una botiga de menys de 120 m², 1 una fleca, 2 llibreries i 1 una botiga d'equipament de la llar.
L'any 2000 a Saint-Just-d'Avray hi havia 21 explotacions agrícoles que ocupaven un total de 429 hectàrees.

## Equipaments sanitaris i escolars
El 2009 hi havia 2 escoles elementals.

## Poblacions més properes
El següent diagrama mostra les poblacions més properes.